# Lisa Gasteen
Lisa Gasteen née le 13 novembre 1957, à Brisbane, est une cantatrice australienne, célèbre pour ses interprétations des œuvres de Wagner. Elle possède une tessiture de soprano.
Lisa Gasteen est très admirée dans l'industrie, non seulement pour sa voix poignante et sa diction exemplaire, mais aussi pour son intégrité en tant qu'artiste, et l'émotion qu'elle confère aux personnages qu'elle incarne,.  

## Biographie
Lisa Gasteen est l'une des grandes sopranos wagnériennes du début du XXIe siècle. Elle est en particulier l'interprète de Brünnhilde, dans la Tétralogie, faisant suite à des noms prestigieux tels que Frida Leider, Kirsten Flagstad et Birgit Nilsson.
Le répertoire de concert de Lisa Gasteen comprend le Stabat Mater de Rossini, Elijah de Mendelssohn, Messe glagolitique de Janáček, la Neuvième symphonie de Beethoven et le Requiem de Verdi avec des orchestres tels que les symphoniques de Sydney, de Tasmanie et du Queensland, le Melbourne Symphony Orchestra, l'Orchestre symphonique de Nouvelle-Zélande, le BBC Welsh Symphony, à Budapest, Göteborg, dans la cathédrale de Durham, avec l'Orchestre Philharmonique de Floride sous la direction de James Judd comme Leonore dans Fidelio, et pour le Festival international de Melbourne, le Sydney Festival et le festival de Bergen.
En août 2013, elle fait son retour à l'Orchestre symphonique de Sydney, pour l'exécution des Wesendonck Lieder de Wagner.